# Coalhurst
Coalhurst es un pueblo canadiense situado en la provincia de Alberta.

## Superficie
Coalhurst tiene una superficie de 3,08 km².

## Demografía
En 2021, tenía 2869 habitantes, una densidad poblacional de 931,3 hab./km², y 1055 viviendas.